# TSBニュース
『TSBニュース』（ティーエスビーニュース）とは、テレビ信州で放送されている定時ニュースの名称。

## キャスター
- TSBアナウンサーが持ち回りで担当。

## 放送時間
いずれもJST。
- 火曜日 - 日曜日 20:54 - 21:00
- 土曜日 17:20 - 17:30（『news every.サタデー』内）